# 国際スリラー作家協会
国際スリラー作家協会（こくさいスリラーさっかきょうかい、International Thriller Writers 、略称：ITW）は、2004年10月9日、カナダ・トロントで開催された第35回バウチャーコン（ミステリ・サスペンスに関する世界会議）の席上で発足した、スリラー作家の団体。6か月後、世界中で10億冊の売り上げを誇る約150名の作家が創設メンバーとして加入した。2014年10月5日、公式サイトにて、会員数は28か国、3100名以上に上ることが発表された。

## 創設者及び参加者
共同創設者であるゲイル・リンズとディヴィッド・マレルは、初代理事長を共同で務めた。他の会員に、デヴィッド・バルダッチ、スティーヴ・ベリー、デイル・ブラウン、サンドラ・ブラウン、リサ・ガードナー、ブライアン・ガーフィールド、デイヴィッド・リス、リー・チャイルド、リンカーン・チャイルド、クライブ・カッスラー、デイヴィッド・ダン、ジョセフ・ファインダー、テス・ジェリッツェン、レアリン・ヒルハウス、グレッグ・ハーウィッツ、フェイ・ケラーマン、ジョナサン・ケラーマン、ジョン・レスクワ、キャサリン・ネヴィル、リドリー・ピアスン、キラ・ペイコフ、ダグラス・プレストン、M・J・ローズ、R・L・スタイン、M・ダイアン・フォークト、スチュアート・ウッズなど。

## イベント・賞
スリラー作家の団体として組織化されたのは初めてである。読者向けのスリラー・フェスティバルが2006年6月にアリゾナ州スコッツデールで初めて催され、優れたスリラー作品に送られる国際スリラー作家協会賞が発表された。

## 出版物

### 「スリラー」シリーズ
ジェイムズ・パタースンは、全て新作のスリラー小説の短編アンソロジー"Thriller: Stories to Keep You Up All Night" を2006年6月にミラ・ブックスから上梓した 。
以後、クライヴ・カッスラーが、シリーズ第2作"Thriller 2: Stories You Just Can't Put Down" を2009年5月26日に、サンドラ・ブラウンがシリーズ第3作"Thriller 3: Love Is Murder" を2012年5月29日に同社より上梓した。

## 参照項目
- 犯罪小説
- 推理小説
- ミステリ
- スパイ小説
- テクノスリラー
- スリラー映画

- 推理作家一覧
- 生年別推理作家一覧
  - 19世紀 - 1901 - 1910年代 - 1920年代 - 1930年代 - 1940年代 - 1950年代 - 1960年代 - 1970年代 - 1980年代
- 人名一覧の一覧#作家（文芸関係者）